# Norberto Araujo
Norberto Araujo, né à Rosario en Argentine le 13 octobre 1978, est un footballeur argentin. Il joue comme défense et son actuelle équipe est le LDU Quito dans le Championnat d'Équateur.

## Palmarès
- Champion du Pérou en 2005 avec Sporting Cristal
- Champion d'Équateur en 2007 avec LDU Quito
- Vainqueur de la Copa Libertadores en 2008 avec le LDU Quito